# Río Sabinas
El río Sabino  se encuentra en el estado de Coahuila de Zaragoza, México. Recibe su nombre debido a que en la gran vegetación de sus riberas, destacan principalmente los árboles conocidos como sabinos. Nace en la sierra Hermosa de Santa Rosa, a una altitud de 2000 m, en el municipio de Múzquiz, Coahuila. Este río pertenece a la cuenca hidrológica del río Bravo.
El 2 de febrero de 2008, 603 123 ha de sus riberas fueron declaradas sitio Ramsar.

## Fuente
El origen de las aguas del río Sabinas está ubicado en el estado de Coahuila, siendo el más alejado del mar en todo México,[cita requerida] lo que lo hace carecer de humedad considerable y encontrándose rodeado de ardientes desiertos, siendo el régimen de lluvias escaso, alcanzando 3365402
A pesar de la precipicitación limitada, logra emerger del suelo una cantidad considerable de agua, en un cañón en la sierra Hermosa de Santa Rosa del Municipio de Melchor Muzquiz. Algunas hipótesis y teorías señalan que el origen de dichas aguas se debe a que en esta región comprendida por inmensas formaciones montañosas y valles, el régimen de lluvias es mayor en comparación a las demás regiones fisiográficas del estado de Coahuila. Sirviendo entonces dichas formaciones montañosas como atrapadoras de humedad lo que hace que se formen corrientes subterráneas y estas a su vez emergen a la superficie en el cañón denominado «cañón de alameda» o «puerto de santa Anna».[cita requerida]

## Nombre
El origen del nombre del río Sabinas se debe a la poca vegetación de sus riberas, compuesta principalmente por árboles conocidos como sabinos.
El río tiene varios nombres a lo largo de su recorrido, llamándose primero río San Juan y, al unírsele el arroyo conocido como Las Rusias, pasa a ser llamado Sabinitos. Finalmente, cuando se une con el río Álamos, es llamado rio Sabinas, que acaba desembocando finalmente en la presa Venustiano Carranza.
Sabino en español antiguo era el nombre dado al color negro, y el árbol por eso así llamado tiene el color rosa en su madera fresca, y es el color que una de sus variedades tiene en su follaje durante el otoño e invierno, así que el río sería rosa. De acuerdo a mapas antiguos y documentos históricos, el río se llama Sabinas desde su inicio hasta su desembocadura en la presa tradicionalmente conocida como Don Martín, y que oficialmente se llama Venustiano Carranza.